# Aphelandra rusbyi
Aphelandra rusbyi là một loài thực vật có hoa trong họ Ô rô. Loài này được Britton mô tả khoa học đầu tiên năm 1900.